# Озёра (Кировоградская область)
Озёра (укр. Озера) — село в Светловодской городской общине Александрийского района Кировоградской области Украины.
До 2020 года входило в Светловодский район
Население по переписи 2001 года составляло 698 человек. Почтовый индекс — 27542. Телефонный код — 5236. Код КОАТУУ — 3525285801.